# Béni Djemhour
Béni Djemhour est un important village de la commune d’Amalou, dans la wilaya de Béjaïa, en Algérie. L’altitude moyenne en est de 800 mètres. Le village compte une population de 1 200 habitants.